# Micham River
Der Micham River ist ein Fluss im Parish Saint Patrick von Dominica.

## Geographie
Der Micham River entspringt am Nordgipfel von Soufrière Ridge aus demselben Grundwasserleiter wie die westlich benachbarte Ravine Grand. Er verläuft allerdings bald nach Osten durch Fontaine Estate und südlich der Anhöhe von Pichelin (Platine). Kurz vor der Mündung in den Geneva River nimmt er noch die Dry Ravine auf.